# Sonova
Sonova Holding AG (indtil 31. juli 2007 Phonak Holding AG) er en schweizisk producent af høreapparater. Phonak benyttes stadig som mærke. Virksomheden startede under navnet "AG für Elektroakustik" i Belgien i 1947. Firmaet ekspanderede senere til Tyskland og Frankrig i 60'erne. Firmaet fik navnet "Phonak Holding Ltd" i 1985. Firmaets produkter sælges i dag over hele verden. 

## Sponsorater
Firmaet sponserer både Alinghi i America's cup 2007. Firmaet sponserede også et cykelhold, Phonak, men efter mange dopingskandaler blev cykelholdet opløst i 2006.